# Крикливый филемон
Крикливый филемон, или крикливый монах (лат. Philemon corniculatus), — вид певчих воробьиных птиц из семейства медососовых (Meliphagidae).

## Внешний вид
Крикливый филемон достигает величины 35 см. Это крупная серая птица с белой шеей, красными глазами и длинным хвостом с белым кончиком. Необычной для певчей птицы является чёрная лысая голова и чёрный клюв с горбиком. У крикливого филемона громкий, хриплый и каркающий голос.

## Распространение
Ареал крикливого филемона простирается в восточной Австралии от северо-востока Квинсленда до северо-востока Виктории. Кроме того, он встречается и в Новой Гвинее. Его средой обитания являются эвкалиптовые леса, сухие леса, пустоши и влажные биотопы.

## Поведение
Несмотря на внешнее сходство с грифами, обусловленное лысой головой, крикливый филемон не поедает падаль, а питается в основном нектаром цветков, а также ягодами, плодами, насекомыми и яйцами других птиц. Иногда он ловит птенцов, земноводных и пресмыкающихся.

## Размножение
В брачный период, длящийся с августа по февраль, крикливые филемоны образуют пары. В густых зарослях они строят на внешних ветках деревьев, нередко над водой, глубокое гнездо, используя при этом кусочки коры, травинки, листья и паутину. В кладке от двух до трёх яиц.